# プレジュス・ナクルマ
ニギンベ・プレジュス・ナクルマ（Niguimbe Préjuce Nakoulma 、1987年4月21日 - ）は、ブルキナファソ・ワガドゥグー出身のプロサッカー選手。ブルキナファソ代表。ポジションはフォワード。

## クラブ歴
2008年、グルニク・ウェンチナに加入。2010年7月からヴィジェフ・ウッチに1年間レンタル移籍。グルニク・ウェンチナ復帰後、すぐにグールニク・ザブジェにレンタル移籍。2011–12シーズン、レンタル先のグルーニク・ザブジェで9ゴールを挙げ、この活躍が評価され2012年7月に完全移籍に移行した。
2014年7月17日、トルコのメルスィン・イドマン・ユルドゥと2年契約を結んだ。2016年7月14日、カイセリスポルにフリーで加入したが、給料の問題で12月までメルスィン・イドマン・ユルドゥに留まった。
2017年1月31日、リーグ・アンのFCナントに移籍。

## 代表歴
アフリカネイションズカップ2017ではガボン戦とチュニジア戦でゴールを挙げ3位入賞に貢献、自身も大会ベスト18の一人に選ばれた。

### ゴール
| No  | 開催日         | 開催地         | 対戦国       | スコア | 結果 | 試合概要                           |
| --- | -------------- | -------------- | ------------ | ------ | ---- | ---------------------------------- |
| 1.  | 2012年5月26日  | ワガドゥグー   | ベナン       | 1–0    | 2–2  | 親善試合                           |
| 2.  | 2012年5月26日  | ワガドゥグー   | ベナン       | 2–2    | 2–2  | 親善試合                           |
| 3.  | 2013年3月23日  | ワガドゥグー   | ニジェール   | 4–0    | 4–1  | 2014 FIFAワールドカップ予選        |
| 4.  | 2013年9月7日   | ワガドゥグー   | ガボン       | 1–0    | 1–0  | 2014 FIFAワールドカップ予選        |
| 5.  | 2015年6月16日  | コロンブ       | カメルーン   | 1–0    | 2–3  | 親善試合                           |
| 6.  | 2015年11月12日 | コトヌー       | ベナン       | 1–1    | 1–2  | 2018 FIFAワールドカップ予選        |
| 7.  | 2016年9月4日   | ワガドゥグー   | ボツワナ     | 1–0    | 2–1  | アフリカネイションズカップ2017予選 |
| 8.  | 2016年11月12日 | プライア       | カーボベルデ | 2–0    | 2–0  | 2018 FIFAワールドカップ予選        |
| 9.  | 2017年1月18日  | リーブルヴィル | ガボン       | 1–0    | 1–1  | アフリカネイションズカップ2017     |
| 10. | 2017年1月28日  | リーブルヴィル | チュニジア   | 2–0    | 2–0  | アフリカネイションズカップ2017     |
| 11. | 2017年11月14日 | ワガドゥグー   | カーボベルデ | 1–0    | 4–0  | 2018 FIFAワールドカップ予選        |
| 12. | 2017年11月14日 | ワガドゥグー   | カーボベルデ | 2–0    | 4–0  | 2018 FIFAワールドカップ予選        |
| 13. | 2017年11月14日 | ワガドゥグー   | カーボベルデ | 3–0    | 4–0  | 2018 FIFAワールドカップ予選        |

## タイトル
ブルキナファソ代表
- アフリカネイションズカップ準優勝: 2013[8]
- アフリカネイションズカップ3位: 2017[9][10]

個人
- エクストラクラサ月間最優秀選手: 2011年11月[11]